# A Slave of Fashion
A Slave of Fashion is een film uit 1925 onder regie van Hobart Henley. Aangenomen wordt dat de film verloren is gegaan. Kopieën zijn tot op het heden nog niet gevonden. Joan Crawford heeft een ongenoemde rol als een mannequin in de film.

## Verhaal
Katherine Emerson verlaat haar dorpje om het te maken in New York. De trein die haar naar die bestemming moet brengen, raakt onderweg in een ongeluk. Katherine verliest al haar bezittingen en eindigt met een tas van een zekere Madeline. In de tas vindt ze een brief van Nicholas Wentworth, een man die haar uitnodigt om in zijn appartement te verblijven tijdens zijn vakantie in Europa. Katherine neemt Madelines identiteit over en geniet van het leven in de bovenklasse. Ondertussen bloeit er een romance op tussen haar en jongeman Dick.
Complicaties worden veroorzaakt wanneer haar ouders onverwachts opdaagt. Katherine raakt in de knoop met haar eigen leugens en liegt dat ze met Wentworth getrouwd is. Wanneer Wentworth terugkeert, worden de zaken nóg ingewikkelder.

## Rolverdeling
| Acteur         | Personage          |
| -------------- | ------------------ |
| Norma Shearer  | Katherine Emerson  |
| Lew Cody       | Nicholas Wentworth |
| William Haines | Dick Wayne         |
| Mary Carr      | Mother Emerson     |
| James Corrigan | Father Emerson     |